# وادنسويل فوردر أو
 وادنسويل فوردر أو  واحدًا من 111 موقعًا متسلسلًا من مواقع المساكن المبنية من أكوام خشبية ما قبل التاريخ المدرجة على قائمة التراث العالمي لليونسكو حول جبال الألب، والتي يقع 56 منها في سويسرا. 

## الجغرافيا
يقع الموقع في شبه جزيرة أو جزئيًا على منطقة شلوس أو على شاطئ بحيرة زيورخ في أو، وهي منطقة تابعة لبلدية وادنسويل في كانتون زيورخ في سويسرا. نظرًا لأن البحيرة نمت في الحجم بمرور الوقت، فإن الأكوام الأصلية تقع الآن على عمق يتراوح بين 4 أمتار (13 قدمًا) إلى 7 أمتار (23 قدمًا) تحت مستوى المياه البالغ 406 مترًا (1332 قدمًا). تضم المستوطنة 1.49 هكتارًا (3.68 فدانًا)، وتبلغ مساحة المنطقة العازلة بما في ذلك منطقة البحيرة 22.5 هكتارًا (55.60 فدانًا) في المجموع.

## الوصف
يقع الموقع على شبه جزيرة أو، وقد أسفر عن اكتشاف فخاريات خاصة من الفترة الانتقالية بين ثقافتي بفين وهورغين. وتضمنت مرحلة الاستيطان في الفخار المزخرف كأسًا على شكل جرس، مما سمح باستخلاص استنتاجات حول الروابط بين ثقافتي الفخار المزخرف وكأس الجرس. ولأنها أسفرت عن اكتشاف نوع خاص من الفخار، فإن مرحلة الاستيطان في العصر البرونزي المبكر مهمة أيضًا، وتساعد في تتبع توزيع الفخار على طراز أربون في المنطقة خلال القرن السابع عشر قبل الميلاد. 

## الحماية
بالإضافة إلى كونها جزءًا من 56 موقعًا سويسريًا من مواقع التراث العالمي لليونسكو لمساكن ما قبل التاريخ حول جبال الألب، فإن المستوطنة مدرجة أيضًا في قائمة الجرد السويسرية للممتلكات الثقافية ذات الأهمية الوطنية والإقليمية ككائن من الفئة أ ذي أهمية وطنية. وبالتالي، يتم توفير المنطقة كموقع تاريخي تحت الحماية الفيدرالية، وفقًا لمعنى القانون الفيدرالي السويسري بشأن الطبيعة والتراث الثقافي.

## الأدب
- مساكن الأكوام. [5]
- طرق المرور في عصور ما قبل التاريخ وما قبل التاريخ عبر بحيرة زيورخ. [6]